# Zachariáš (papež)
Svatý Zachariáš (679 Santa Severina, Kalábrie – 15. března 752 Řím) byl papežem od 4. prosince 741. Katolická církev slaví jeho svátek 15. března.

## Život
Byl posledním papežem řeckého původu.

## Odkazy

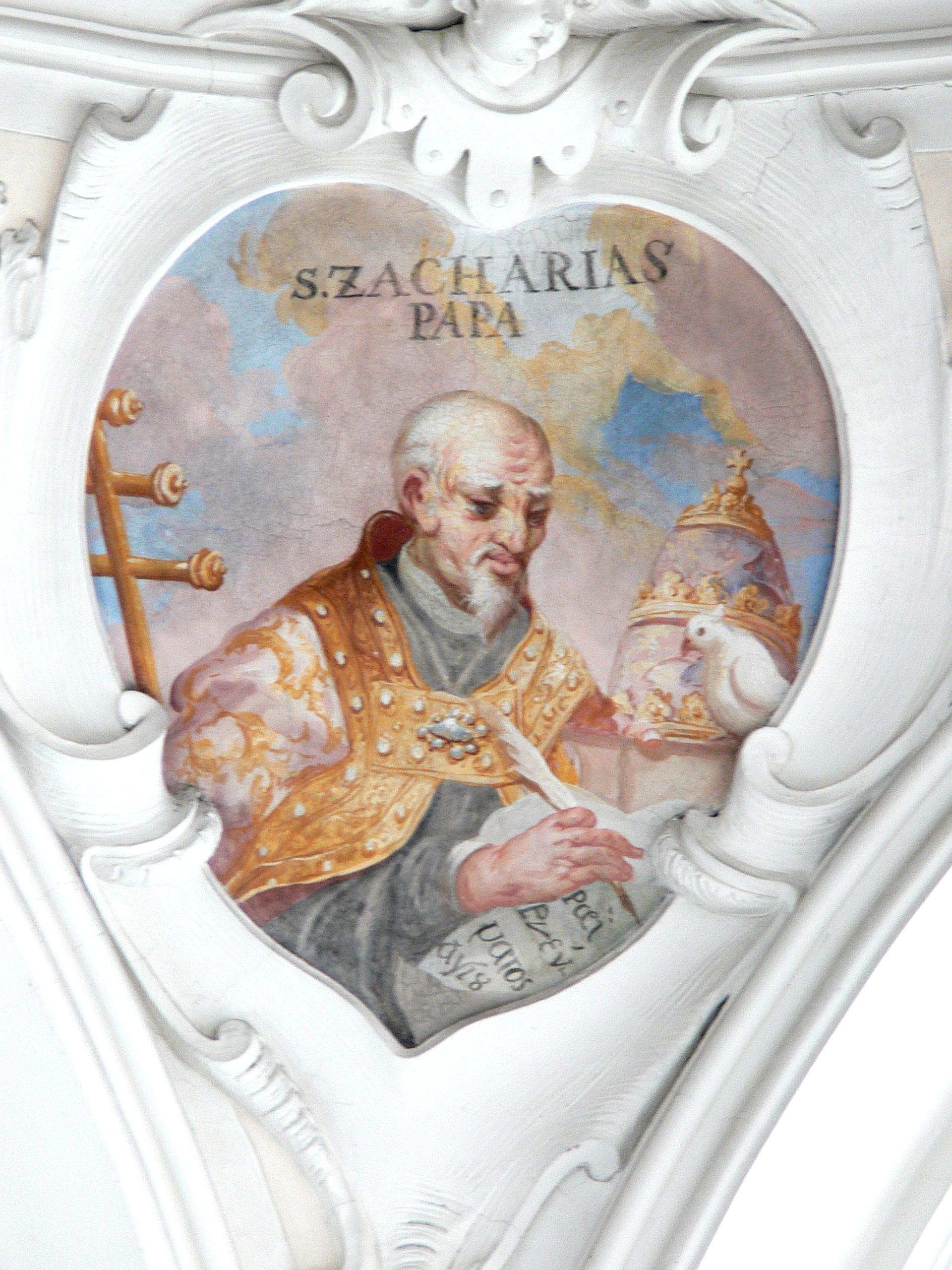
Freska zobrazující papeže sv. Zachariáše